# Hertog van Grafton

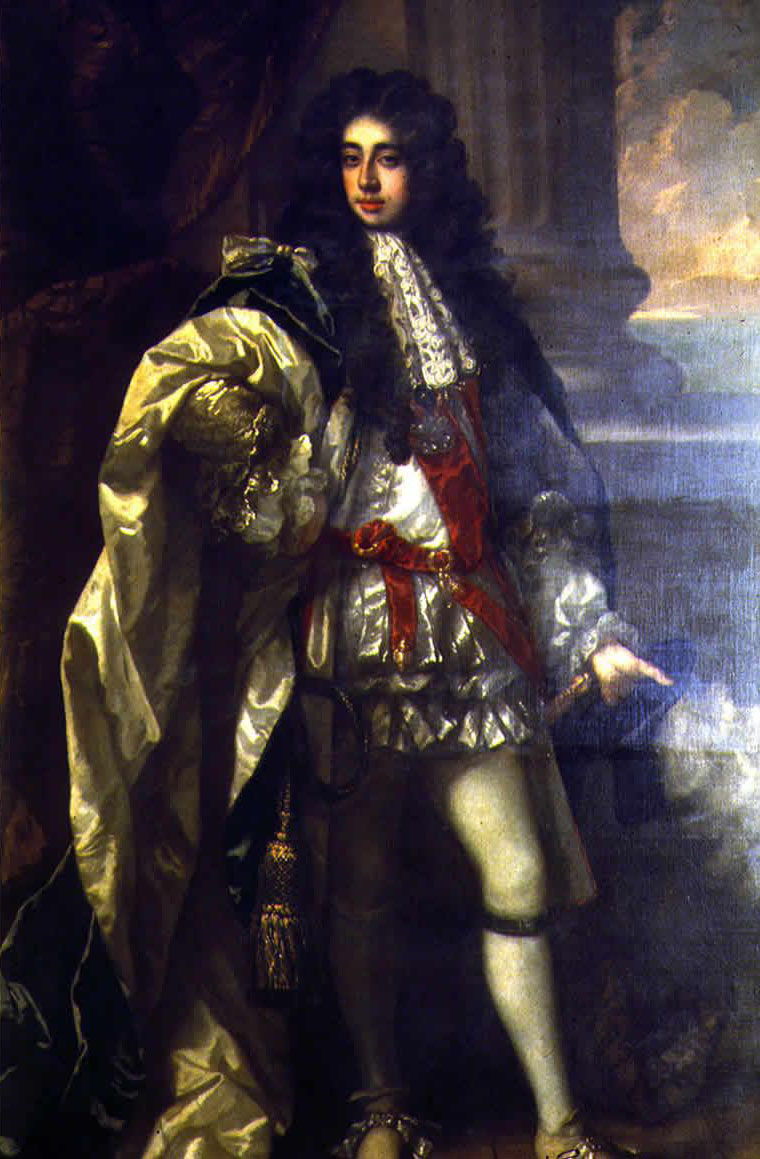
Henry FitzRoy, de eerste hertog van Grafton.

Hertog van Grafton (Engels: Duke of Grafton) is een Engelse adellijke titel. 
De titel hertog van Grafton werd gecreëerd in 1675 door Karel II voor zijn bastaardzoon Henry Fitzroy, die bij zijn huwelijk in 1672 reeds was beleend met titels graaf (earl) van Euston, burggraaf (vicount) Ipswich en baron Sudbury. Deze titels behoren nog steeds aan zijn nazaten.

## Hertog van Grafton (1675)
- 1675 – 1690: Henry FitzRoy (1663 – 1690), 1e hertog van Grafton
- 1690 – 1757: Charles FitzRoy (1683 – 1757), 2e hertog van Grafton
- 1757 – 1811: Augustus FitzRoy (1735 – 1811), 3e hertog van Grafton
- 1811 – 1844: George FitzRoy (1760 – 1844), 4e hertog van Grafton
- 1844 – 1863: Henry FitzRoy (1790 – 1863), 5e hertog van Grafton
- 1863 – 1882: William FitzRoy (1819 – 1882), 6e hertog van Grafton
- 1882 – 1918: Augustus FitzRoy (1821 – 1918), 7e hertog van Grafton
- 1918 – 1930: Alfred FitzRoy (1850 – 1930), 8e hertog van Grafton
- 1930 – 1936: John FitzRoy (1914 – 1936), 9e hertog van Grafton
- 1936 – 1970: Charles FitzRoy (1892 – 1970), 10e hertog van Grafton
- 1970 – 2011: Hugh FitzRoy (1919-2011), 11e hertog van Grafton
- 2011 - heden: Henry Oliver Charles FitzRoy (* 1978), 12e hertog van Grafton